# Arent ten Grootenhuys
Arent ten Grootenhuys (Kampen, 1570 - Amsterdam, 1615) was de zoon van Jan ten Grootenhuys, die handel dreef op Portugal en tot de belangrijkste eigenaren op de Lastage behoorde.
Arent ten Grootenhuys trouwde in 1590, wonende in de Amsterdamse Warmoesstraat, en behoorde in 1594 tot de oprichters van de Compagnie van Verre, samen met onder meer zijn zwager Jan Jansz. Karel en Hendrick Hudde. Hij kocht grond in Maarssen voor de bouw van een hofstede. In 1602 is hij benoemd tot bewindhebber van de Vereenigde Oostindische Compagnie. Het oudste aandeel ter wereld (1606) is ook door hem ondertekend. In 1608 dreef hij handel op Moskovië. 
Hij behoorde tot de Amsterdammers die de Beemster hebben drooggelegd. Op 21 mei 1607 staan Hendrik en Dirck van Os, Arent ten Grootenhuis, Jan Claasz. Crook en consorten - in totaal 15 octrooianten voor de landsadvocaat Johan van Oldenbarnevelt. Deze verleent hen octrooi voor de Beemster met de verplichting het werk binnen vier jaar te voltooien. Op 20 januari 1610 wordt Noord-Holland geteisterd door een langdurige en zware storm uit het noordwesten. Het water staat zo hoog als bij de Allerheiligenvloed van 1570. De Waterlandse Zeedijk bij Durgerdam breekt door en het water staat aan de nieuwe ringdijk van de Beemster. De kracht is zo groot dat de dijk op meerdere plaatsen doorbreekt en het meer stroomt weer vol. 6000 Roeden dijkvak worden weggeslagen, vele molens lopen schade op en het werk van bijna twee jaar ter waarde van ƒ 800.000 gaat verloren. 
In 1609 behoorde hij bij de groep van Amsterdammers die Henry Hudson uitzonden een noordelijke route naar Cathay te ontdekken.
Zijn broer was lid van de vroedschap en schout.